# Margo Rejo (Lubuk Linggau Utara I)
Margo Rejo is een bestuurslaag in het regentschap Lubuklinggau van de provincie Zuid-Sumatra, Indonesië. Margo Rejo telt 1003 inwoners (volkstelling 2010).